# Piragüisme

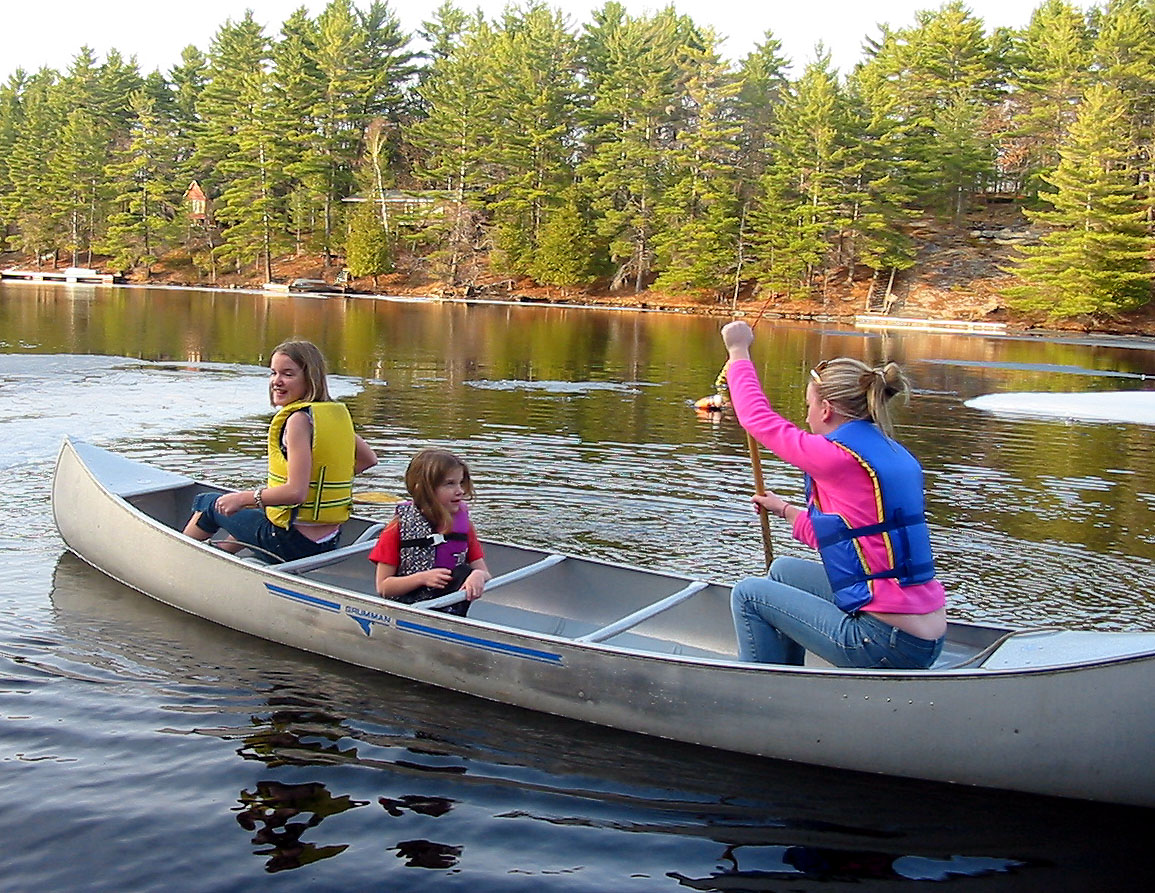
Una família en una canoa

El piragüisme és l'activitat esportiva de navegar amb una piragua, per aigües planes o per aigües braves.
El piragüisme apareix a conseqüència de la necessitat que l'home ha tingut des dels seus orígens de dominar el bell element que és l'aigua i per això, totes les civilitzacions han dissenyat embarcacions senzilles, de característiques molt peculiars, però d'una gran maniobrabilitat, seguretat i eficàcia, per moure's amb desimboltura allí on la naturalesa era hostil.
Existeixen diferents modalitats de piragüisme, depenent del nombre de persones que naveguen sobre l'embarcació o de la superfície aquàtica sobre la qual es desenvolupi (mar, riu, llac, piscina o pista artificial). Les disciplines de piragüisme d'aigües tranquil·les i d'eslàlom són les que actualment es mantenen com a esport olímpic.
Les disciplines que hi ha dins del piragüisme són:
- Aigües tranquil·les
- Eslàlom
- Estil lliure
- Descens d'aigües braves
- Caiac de mar
- Caiac polo